# Simon Says (banda)
Simon Says era uma banda de rock americana de Sacramento, Califórnia. Em 2001, eles mudaram seu nome para Key to Arson e se separaram em 2004.
Simon Says foi formado por um grupo de estudantes do ensino médio da Califórnia (Matt Franks, Zac Diebels e Mike Johnston) que começaram a tocar em auditórios do ensino médio em todo o estado no início dos anos 90. Adicionando o baixista Mike Arrieta em 1995, o grupo lançou dois discos, o que atraiu a atenção do gerente Jeff Saltzman. Saltzman criou-os com o produtor de Cake, Mark Needham, e assinou com a Hollywood Records em julho de 1998. Em 1999, eles lançaram sua estréia na gravadora major, Jump Start, que rendeu dois singles de rock moderno, e o seguinte Shut Your Breath rendeu um terceiro hit de rádio.
Em 2001, Simon Says deixou a Hollywood Records por questões promocionais e mudou seu nome para Key to Arson; logo depois, o baterista Mike Johnston deixou a banda, para ser substituído por Dave "Stixx" Marich. Em 2004, Key to Arson anunciou a conclusão de um álbum intitulado Light 'Em Up, mas até o final do ano a banda se separou. Agora se sabe que Zac Diebels e Matt Franks formaram o Automatic Static e lançarão um álbum completo a partir de 2012, chamado Number IV.

## Membros
- Matt Franks - vocais
- Zac Diebels - guitarra
- Shane Ozmun - baixo (1994-1995)
- Mike Arrieta - baixo
- Dave "Stixx" Marich - bateria (2001-2004)
- Mike Johnston - bateria (Formação - 2001)

## Discografia
- Touch Yer Toes (auto-lançamento, 1994) [demo EP]

01. Reflection
02. Stay With Me
03. Room With a View
04. Can't Break Free
- Little Boy (auto-lançamento, 1997) [álbum independente]

01. The Mark
02. Glimpse
03. Her Mystery
04. Little Boy
05. Fallacy
06. This Well I Wish Upon
07. Quiet Time
08. Earache
09. November
- Perfect Example (auto-lançamento, 1997) [álbum independente]

01. Bold
02. Perfect Example
03. Invisible
04. Last Breath
05. Suffering
06. Quiet Time
07. Subterfuge
08. Superchamp
09. Heartbreaker
10. Shielded
- Jump Start (Hollywood Records, 1999) [primeiro álbum de estúdio de grandes gravadoras]

01. Sever
02. Slider
03. Ship Jumper
04. Life Jacket
05. Nucleus
06. Perfect Example
07. On My Way
08. Trip Wire
09. Bold
10. Seamless
11. Act One
12. Sam
- Shut Your Breath (Hollywood, 2001) [segundo álbum de estúdio de uma grande gravadora]

01. Hey You
02. Syphon
03. Canvas
04. Silk Moth (Mr. Double Face)
05. Segue
06. Blister (Nothing)
07. Dead Weight
08. Limosines & Penthouse Suites (Break Me Down)
09. Tourniquet
10. Train Wreck
11. El Ess
12. Dyslexic Smile
- Light Em Up [como Key To Arson] (auto-lançamento, 2004)

01. One Last Night
02. The End
03. Front The Lie
04. Wake Up
05. Enemy
06. I'll Be Gone
07. My Letter From Prison
08. Run While You Can
09. Throttle Pusher
10. Bottom Line
11. Battlestar Rocktica

## Música
- "Life Jacket" (1999) US Billboard Mainstream Rock Tracks No. 23[2]
- "Slider" (1999) Rock Mainstream No. 34
- "Sever" (1999)
- "Blister (Nothing)" (2001) No. 31